# Вилхелм Балтазар
Мајор Вилхелм Балтазар (Фулда, 2. фебруар 1914 — Ер сир ла Лис, 3. јул 1941) је био немачки пилот ас у Другом светском рату, командант 2 пука - ЈГ 2 и носилац Витешког крста.
Балтазар је у ваздушној борби правио јединствен спој техничког мајсторства и витештва. Увек се трудио да буде сачувано место у официрском клубу за Британске пилоте које је он оборио а они се спасили искакањем падобраном или принудним слетањем на територију коју су држали немци. Са њима би седео за столом и разговарао уз вечеру и вино, пре неголи би их испратио у војнозаробљенички логор. Други показатељ за његов карактер је стрпљење да води и учи своје младе пилоте за сурове и безмилосне перипетије у ваздушној борби.

## Рани период
Вилхелм Балтазар је рођен 2. фебруара 1914. године у Фулди. Свега 10 месеци касније губи оца који гине као капетан на Западном фронту за време Првог светског рата.
Као и многи други немачки пилоти, Балтазар је своја прва борбена искуства стекао у Шпанском грађанском рату, где је служио у различитим ескадрилама легије „Кондор“. Са  лети као ловац-бомбардер, са Хе 70 као извиђач а са Бф 109 као ловац. У саставу III./Ј 88, 20. јануара 1938. године постиже прву ваздушну победу против руског И-16 који се налазио у саставу републиканске авијације, а то је уједно била и 103. победа Ј 88 (пре тога је постигао већ једну победу оборивши један Поликарпов И-16 као стрелац у извиђачком авиону).
Током велике операције 7. фебруара 1938. године, Балтазар за шест минута обара четири противника и повећава број победа Ј 88 од 115 на 119 оборених авиона. За 17. месеца која је провео у Шпанији, Балтазар је извршио 465 борбених мисија (већину извиђачких) и оборио 7 авиона.
Након повратка у Немачку 23. марта 1938. године извесно време лети у ЈГ 131 а током јуна 1938. године пребачен је 2. пук - ЈГ 2 "Рихтхофен“. Балтазар је извео и један интернационални ваздушни лет током фебруара и марта 1939. године. Са двомоторним авионом Зибел Фх 104 извршио је 40000 километра дуг прелет око Африке. Децембра месеца је унапређен у капетана и премештен у ЈГ 1, где је постављен за командира прве ескадриле - I./ЈГ 1 (у јулу 1940. године преформирана у III./ЈГ 27).

## Други светски рат
У време Француске кампање 1940. године ЈГ 1 учествује у непрекидним борбама, где се Балтазар истицао. Најуспешнији дани су му били 5. и 6. јун, када је оборио укупно 9 француских авиона. Дана, 14. јуна када су јединице Вермахта улазиле у Париз, Балтазар је постао други официр у Луфтвафе који је награђен Витешким крстом. Након завршене Француске кампање, Вилхелм Балтазар је избио у сам врх међу пилотима ловцима са 23 ваздушне победе (овде нису урачунате победе у Шпанији и 13. авиона уништених на земљи).
Када је започела ваздушна битка за Британију, Балтазар је премештен у ЈГ 3 и 1. септембра 1940. године преузима команду над трећом ескадрилом - III./ЈГ 3. Дана, 4. септембра бива рањен. Иако се већ након десет дана вратио летењу, шок од рањавања остао је дубоко у њему и никада није успео психички да се излечи. Балтазар је 23. октобра оборио два Спитфајера испаливши само 88 метака из свог топа и митраљеза. Након обарања још два авиона крајем октобра, Балтазар одлази на болничко лечење у новембру 1940. године.
По повратку из болнице 16. фебруара 1941. године постаје командант ЈГ 2. До 17. маја није забележио нову победу, када је оборио један Спитфајер, а два дана касније обара један Бристол Бленим. Између 22. јуна и 27. јуна, Балтазар обара 9 британских авиона од којих 5 Бристол Бленима. За постигнуте резултате 2. јула 1941. године добија храстово лишће за Витешки крст. Дан касније Балтазар узима да испроба у лету један од нових Месршмита Bf 109F-4, који су послати у јединицу да замене старе Bf 109E. Чинило му се да нови модел крије неку тајну, па тражи да испита техничку исправност авиона у лету под пуним режимом рада, како се касније не би догодило да неки од неискусних пилота постане жртва сопственог авиона. Док је изводио лагане кругове изнад Хазенбрука, Балтазар је изненада нападнут од Спитфајера. Маневром за извлачење и избегавање напада, тако натовареном авиону се ломе крила и удара у земље заједно са Балтазаром за командама. Каснијим разгледањем остатака Балтазаровог авиона установљен је потпуни недостатак отпорности на велика оптерећења у борби.
Овај трагичан случај може да се упореди са једним из Првог светског рата, када је носилац одликовања Pour le Merite Хајнрих Гонтерман погинуо приликом пробе једног Фокера трокрилца (Фокер Др I).
Балтазар је још за живота имао жељу да уколико погине у ваздушној борби, буде сахрањен поред свог оца. Другови из његовог ЈГ 2 пронашли су гроб његовог оца на једном војном гробљу у Белгији из времена Првог светског рата, и ту сахранили Вилхелма Балтазара. Раме уз раме осташе да леже отац и син у гробници хероја у близини града Абервила, далеко од домовине за коју су живот дали.

## Табела оборених авиона Вилхелма Балтазара
Оборени у Шпанији
| р. б. | датум            | време | име авиона      | тип авиона | јединица  |
| ----- | ---------------- | ----- | --------------- | ---------- | --------- |
| 1     | --. ------ 1937. | --:-- | Поликарпов И-16 | ловац      | К 88      |
| 2     | 20. јануар 1938. | --:-- | Поликарпов И-16 | ловац      | III./Ј 88 |
| 3     | 7. фебруар 1938. | --:-- | Поликарпов СБ-2 | бомбардер  | II./Ј 88  |
| 4     | 7. фебруар 1938. | --:-- | Поликарпов СБ-2 | бомбардер  | II./Ј 88  |
| 5     | 7. фебруар 1938. | --:-- | Поликарпов СБ-2 | бомбардер  | II./Ј 88  |
| 6     | 7. фебруар 1938. | --:-- | Поликарпов СБ-2 | бомбардер  | II./Ј 88  |
| 7     | --. ------ ----. | --:-- | -----------     | -------    | II./Ј 88  |

Оборени у Другом светском рату
| р. б. | датум               | време   | име авиона    | тип авиона     | јединица       |
| ----- | ------------------- | ------- | ------------- | -------------- | -------------- |
| 8     | 11. мај 1940.       | 06:55   | Гладијатор    | ловац          | I./ЈГ 1        |
| 9     | 11. мај 1940.       | --:--   | Гладијатор    | ловац          | I./ЈГ 1        |
| 10    | 11. мај 1940.       | 06:58   | Гладијатор    | ловац          | I./ЈГ 1        |
| 11    | 11. мај 1940.       | 19:51   |               | ловац          | I./ЈГ 1        |
| 12    | 13. мај 1940.       | 06:15   | Хокер харикен | ловац          | I./ЈГ 1        |
| 13    | 17. мај 1940.       | 13:55   | Хоук 75       | ловац          | I./ЈГ 1        |
| 14    | 19. мај 1940.       | 13:50   | Лисандер      | извиђач        | I./ЈГ 1        |
| 15    | 23. мај 1940.       | 14:10   | Хокер харикен | ловац          | I./ЈГ 1        |
| 16    | 23. мај 1940.       | 14:20   | Хокер харикен | ловац          | I./ЈГ 1        |
| 17    | 23. мај 1940.       | 14:40   | Хокер харикен | ловац          | I./ЈГ 1        |
| 18    | 26. мај 1940.       | ---:--- | Спитфајер     | ловац          | I./ЈГ 1        |
| 19    | 26. мај 1940.       | 10:03   | Спитфајер     | ловац          | I./ЈГ 1        |
| 20    | 5. јун 1940.        | 10:40   | ЛеО 451       | лаки бомбардер | I./ЈГ 1        |
| 21    | 5. јун 1940.        | 10:48   | Потез 63/11   | извиђач        | I./ЈГ 1        |
| 22    | 5. јун 1940.        | 10:50   | ЛеО 451       | лаки бомбардер | I./ЈГ 1        |
| 23    | 5. јун 1940.        | 21:20   |               | ловац          | I./ЈГ 1        |
| 24    | 5. јун 1940.        | 21:30   |               | ловац          | I./ЈГ 1        |
| 25    | 6. јун 1940.        | 16:40   |               | ловац          | I./ЈГ 1        |
| 26    | 6. јун 1940.        | 16:50   | ЛеО 451       | лаки бомбардер | I./ЈГ 1        |
| 27    | 6. јун 1940.        | 16:55   | ЛеО 451       | лаки бомбардер | I./ЈГ 1        |
| 28    | 6. јун 1940.        | 17:05   | ЛеО 451       | лаки бомбардер | I./ЈГ 1        |
| 29    | 13. јун 1940.       | 17:50   | Потез 63/11   | извиђач        | I./ЈГ 1        |
| 30    | 13. јун 1940.       | 18:20   | Бленим        | лаки бомбардер | I./ЈГ 1        |
| 31    | 4. септембар 1940.  | 11:00   | Спитфајер     | ловац          | Штаб III./ЈГ 3 |
| 32    | 23. септембар 1940. | 11:06   | Спитфајер     | ловац          | Штаб III./ЈГ 3 |
| 33    | 23. септембар 1940. | 11:20   | Спитфајер     | ловац          | Штаб III./ЈГ 3 |
| 34    | 27. септембар 1940. | 14:25   | Спитфајер     | ловац          | Штаб III./ЈГ 3 |
| 35    | 29. октобар 1940.   | 16:40   | Спитфајер     | ловац          | Штаб III./ЈГ 3 |
| 36    | 29. октобар 1940.   | 16:45   | Спитфајер     | ловац          | Штаб III./ЈГ 3 |
| 37    | 17. мај 1941.       | 18:55   | Спитфајер     | ловац          | Штаб ЈГ 2      |
| 38    | 19. мај 1941.       | 20:20   | Бленим        | лаки бомбардер | Штаб ЈГ 2      |
| 39    | 22. јун 1941.       | 16:00   | Бленим        | лаки бомбардер | Штаб ЈГ 2      |
| 40    | 22. јун 1941.       | 16:02   | Бленим        | лаки бомбардер | Штаб ЈГ 2      |
| 41    | 23. јун 1941.       | 20:30   | Бленим        | лаки бомбардер | Штаб ЈГ 2      |
| 42    | 23. јун 1941.       | 20:33   | Бленим        | лаки бомбардер | Штаб ЈГ 2      |
| 43    | 24. јун 1941.       | 20:50   | Спитфајер     | ловац          | Штаб ЈГ 2      |
| 44    | 25. јун 1941.       | 13:00   | Спитфајер     | ловац          | Штаб ЈГ 2      |
| 45    | 25. јун 1941.       | 16:45   | Спитфајер     | ловац          | Штаб ЈГ 2      |
| 46    | 27. јун 1941.       | 22:03   | Спитфајер     | ловац          | Штаб ЈГ 2      |
| 47    | 27. јун 1941.       | 22:07   | Бленим        | ловац          | Штаб ЈГ 2      |